# Marty Neumeier
Marty Neumeier  (* 10. října 1947) je americký odborník na problematiku inovací, strategie budování obchodních značek, designu designu, integrovaného marketingu a tzv. brand collaboration, tedy rozvíjení vztahů mezi obchodní značkou a jejími uživateli či klienty. Založil a dlouhou dobu vedl uznávaný magazín pro grafický design Critique. V současnosti je ředitelem pro transformaci ve firmě Liquid Agency. Jeho kniha Zag se dostala na žebříček sta nejlepších obchodních knih všech dob.

## Profesní kariéra
Na začátku sedmdesátých let začínal Neumeier v jižní Kalifornii jako grafik a reklamní textař, chvíli se živil i jako novinář. O deset let později se přestěhoval na sever Spojených států a začal se věnovat designu značek pro IT společnosti.
V polovině devadesátých let už má jeho společnost na kontě stovky značek, připravených maloobchodních balíčků a jiných aktivit mimo jiné pro Apple Computer, Adobe Systems, Netscape Communications, Eastman Kodak a Hewlett-Packard. Za čtvrt století své praxe získal Neumeier stovky cen za design a publikoval v mnoha odborných časopisech a publikacích věnovaných designu.
V roce 1996 založil magazín pro grafický design Critique, jenž se rychle stal oblíbenou platformou pro debaty o efektivním přístupu k designu. Na stránkách Critique vstoupil Neumeier do rozsáhlé polemiky o tom, jak propojit strategii a design, což ho nakonec v roce 2002 vedlo k založení firmy Neutron LLC a nepřímo i k napsání jeho knih The Brand Gap, ZAG a The Designful Company.
V roce 2009 se jeho firma Neutron LLC obchodní fúzí sloučila se společností Liquid Agency, zaměřující se na plánování, rozvoj a identitu značek. V současnosti je Neumeier jejím ředitelem pro transformaci. Vedle toho přednáší o designu, značkách a kreativní spolupráci. V roce 2015 vydal knihu The Brand Flip, která výrazně prohlubuje jeho dřívější pohled na fungování značek a přináší návod, jak značky řídit v situaci, kdy díky komunikačním technologiím získali značnou kontrolu nad nimi jejich zákazníci.

## Publikace
Neumeier je autorem tří knih které polemizují o možnostech firem, jak překlenout propast mezi obchodní strategií a požadavky zákazníků. Staly se populárním vhledem do problematiky tvorby značek a jejich inovací. Byly přeloženy do více než 20 jazyků a staly se bestsellery.
- The Brand Gap (2003, česky vydal AnFas: Praha, 2008): Neumeierova prvotina shrnuje dosavadní poznatky o strategii budování značek. Neumeier v ní nově definoval značku jako "zákazníkův niterný pocit z produktu, služby nebo organizace".[2] The Brand Gap vyšel jako audiokniha v roce 2015 s hlasem Jakuba Hejdánka.
- The Dictionary of Brand (2004, AIGA): Kapesní heslář základní terminologie brandingu, sestavený společně s Willoughby Design.
- ZAG (2007, New Riders Press): kniha dále rozvíjí teorii značek, pátrá po tom, proč jsou některé úspěšné a jiné nikoli. Přichází s teorií jejich kreativní diferenciace, když zavádí pojem "jedinosti", která představuje zátěžový test strategie značky. Kniha se dostala na žebříček sta nejlepších obchodních knih všech dob.[3]
- The Designful Company (2008, New Riders Press): kniha se zabývá problematikou transformace firem a novým trendům v managementu, tzv. designovém myšlení (design thinking).[6]
- Metaskills: Five Talents for the Robotic Age (2012, New Riders Press): kniha o pracovní kreativitě ve věku sílící automatizace.
- The 46 Rules of Genius: An Innovator's Guide to Creativity (2014, New Riders Press): "rychlý návod" k dosažení inovačního mistrovství.
- The Brand Flip (2015, česky vydal AnFas: Praha, 2016): volné pokračování knihy The Brand Gap shrnuje zásadní momenty „obratu“ ve způsobu řízení značek a uvažování o nich, které jsou důsledkem proměny komunikačního prostředí. V nové éře rozhodují o budoucnosti a úspěchu značek zákazníci – a záleží na firmách, zda to přijmou jako nutné zlo nebo unikátní příležitost k inovaci. Pro ty, kdo se rozhodnou pro druhou cestu, nabízí Neumeier návod, jak na to.[7]